# Arthur Pigou
Arthur Cecil Pigou (18 de noviembre de 1877 Ryde – 7 de marzo de 1959 Cambridge) fue un economista inglés, conocido por sus trabajos en la economía del bienestar, otras cuestiones económicas sobre las que investigó fueron las ciclos económicos, los impuestos y el desempleo.

## Biografía
Pigou nació en 1877 en Ryde, en la isla de Wight, estudió en el Harrow School y se graduó en el King's College de Cambridge, donde fue alumno de Alfred Marshall, a quien sucedería como profesor de economía política, desde 1908 hasta 1940. Trabajó para diversas Comisiones, incluyendo la de 1919 sobre el impuesto de la renta.
En 1920 publicó su obra más señalada, Economía del bienestar (The Economics of Welfare), obra que ejerció gran influencia en ese campo de la economía.

## Pigou y la economía del bienestar
Pigou fue pionero de la economía del bienestar. Los impuestos pigouvianos, impuestos usados para corregir las externalidades, reciben ese nombre en su honor. Su obra serviría de base, algunos años más tarde, para el teorema de Coase. 
Mientras en los escritos de Marshall, la renta nacional, como el producto de Ricardo y de Mill, era un término de referencia conveniente para referirse al dividendo a distribuir entre los terratenientes, los trabajadores y los capitalistas, recibió un nuevo uso en Riqueza y bienestar de Pigou (1912), transformado posteriormente en La economía del bienestar (1920).
En la economía del bienestar de Pigou, que fue estimulada por su preocupación por el desempleo y por otros problemas sociales, la renta nacional de Marshall asume una posición central. Pigou interpretó el bienestar económico como un estado de ánimo subjetivo, que era ordinariamente mensurable y que podía ser relacionado con la unidad de medida del dinero. Su imagen objetiva era la renta nacional, ciertas variaciones de la misma eran identificadas con sendas variaciones del bienestar económico. Este último podía mejorar con el aumento de la renta nacional, con su más amplia difusión y con su mayor estabilidad.
Al prestar atención al volumen y a las variaciones del producto total, Pigou planteó cuestiones que ya habían sido propuestas por Smith, pero que habían desaparecido de la corriente principal de la tradición doctrinal del siglo XIX, tradición que había sido establecida por David Ricardo y que se había centrado en los problemas del valor y de la distribución surgidos de una producción nacional determinada. La revolución marginalista de la década de 1870 había puesto en primer plano la asignación eficiente de dicha producción, pero dejando nuevamente sin tocar la cuestión de la determinación de su volumen. Aunque fue Keynes y no Pigou quien desarrollaría en su día la teoría de la determinación de la producción total, el trabajo de Pigou constituye una piedra básica en el camino que conduce hasta dicha teoría. Esto es cierto, incluso a pesar de los ataques de Keynes contra Pigou en su Teoría general y de la hostil reacción de Pigou frente al libro de Keynes.
Además de los tres criterios del bienestar el volumen de la Renta nacional, su distribución y la estabilidad de la misma. La economía del bienestar de Pigou contiene también conceptos nuevos como el producto social marginal neto o el producto privado marginal neto. Estos conceptos estaban destinados a aclarar ciertas situaciones en las que una empresa privada no fuera la receptora de todas las ganancias procedentes de sus operaciones o en las que incurriera en costes que no fueran sufragados por ella en su totalidad. En este tipo de situaciones, la prosecución del interés privado no optimizaría el bienestar de la sociedad, se invertiría demasiado en los ejemplos del segundo tipo y demasiado poco en los ejemplos del primero. Casos de uno u otro tipo serían los del arrendatario agrícola contrario a invertir dinero en mejoras que, según la ley, pasarían a ser propiedad del dueño de la tierra, el del que invirtiera en un bosque, ya que no sería compensado por los beneficios climáticos conseguidos por la protección de suelo contra la erosión, ni por el disfrute futuro de la comunidad, el de la compañía de ferrocarril o la fábrica cuyas operaciones impusieran costes a la vecindad por haberla cubierto de hollín o el del establecimiento de bebidas alcohólicas, cuyos clientes necesitaran la atención de unas fuerzas de policía adicionales.

## Análisis de las externalidades, las subvenciones y los impuestos

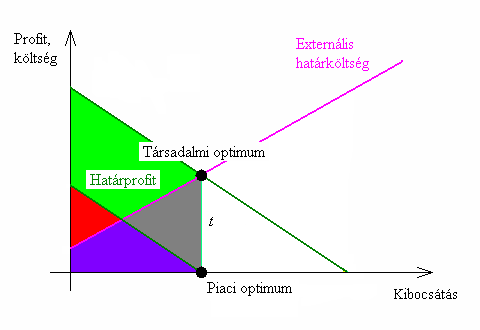
Análisis económico de Pigou

En estos casos, el producto marginal neto definido como el rendimiento neto total del incremento marginal de un recurso, independientemente de quien sea el que lo recibe difiere del producto privado marginal neto, es decir, de la parte de dicho rendimiento que va a parar al propietario privado del recurso. Cuando entre una divergencia de este tipo, ésta impedirá que se alcance una producción óptima ideal, es decir, una renta nacional máxima. Para alcanzar el óptimo se requiere que se cumplan dos condiciones. El producto social neto marginal tendrá que ser igual para todos los empleos de un recurso, ya que, en caso contrario, la transferencia de un recurso de un uso que dé un producto social marginal neto menor, a uno en que este producto sea mayor, elevaría la producción total. La segunda condición requiere que el producto social marginal neto sea igual al producto privado marginal neto. Esto significará que el inversionista privado recibirá todas las ganancias procedentes de su inversión y que tendrá que sufragar todos sus costes. En caso contrario, cuando el producto social marginal neto sea mayor que el producto privado marginal neto, se dedicarán a un empleo determinado unas cantidades de recursos menores del óptimo, mientras que en los casos en que los costes no sean sufragados por el inversionista, se invertirá una cantidad mayor que la óptima.
El primer tipo de divergencia requiere subsidios públicos o privilegios fiscales para elevar el producto privado marginal neto hasta el nivel del producto social marginal neto; el segundo tipo requiere impuestos especiales que graven a las empresas privadas por el equivalente de aquella parte de sus propios costes que no es sufragada por ellas mismas. El análisis de Pigou incluía también un caso mucho más discutible, caso éste al que ya Marshall había prestado atención, y que había puesto en marcha una viva discusión. Se trataba del caso de las industrias de coste decreciente, que se supone no invierten suficiente y pueden, por tanto, incluirse entre las que deben recibir subsidios, frente a las industrias de coste creciente, que se supone invierten demasiado y deben ser gravadas con impuestos especiales. En este caso, el sistema de subsidios e impuestos daría por resultado unos precios menores, junto con un aumento de la producción de la industria de costes decrecientes y una disminución de la producción de la de la industria de costes crecientes. Mientras Marshall había discutido este asunto refiriéndose a los excedentes del consumidor, Pigou lo abordó con la ayuda del análisis del producto neto social y privado, pero sin dar tampoco pruebas convincentes de que pudiera mejorarse el bienestar imponiendo tributos a un grupo de personas y restringiendo su consumo de un bien, en tanto que se utilizaba el importe del impuesto para estimular el consumo de otro bien que el grupo anterior podía quizá no desear.
La economía del bienestar de Pigou tenía como fin el poner de manifiesto ejemplos en los que la búsqueda de la ganancia privada no redundara en bienestar para la sociedad, e incluía un mayor número de casos que los que han sido mencionados aquí. Ofrecía, de hecho, un tratamiento sistemático de dichos ejemplos, muchos de los cuales, si bien en forma aislada, habían sido ya examinados por otros escritores anteriores, que los habían señalado como excepciones específicas de la doctrina del laissez faire de los intereses armónicos. El trabajo de Pigou transformó lo que hasta entonces habían sido excepciones aisladas, en un sistema integrado y que representaba por ello una rotura más pronunciada con la doctrina de la armonía. Abría un amplio campo de oportunidades para la política pública y constituía un primer intento de desarrollar una teoría razonada de dicha política. La economía del bienestar de Pigou, con su apoyo de una mayor difusión de la renta, tiene su imagen en el estado de bienestar social o estado nodriza, que proporciona seguridad social y da oportunidades para un consumo casi uniforme en sectores como la educación, la vivienda y la sanidad. En la Inglaterra natal de Pigou, las instituciones del estado de bienestar llegaron a equipararse a las medidas socialistas que habían dado por resultado la nacionalización de importantes sectores de la industria. Pigou, a diferencia de Marshall, no rechazó dichas medidas, sino que estuvo a favor de muchos de los objetivos de los socialistas, aunque oponiéndose a la empresa pública. En su "Socialismo versus capitalismo", publicado en 1937, Pigou adoptó en realidad una posición muy parecida a la de los socialistas fabianos. Sugirió que en las nuevas y cambiantes circunstancias y con la aparición de las corporaciones públicas, Marshall hubiera quizá cambiado de opinión.

## Pigou y Keynes
Conforme iba transcurriendo la vida de Pigou, su fama se veía eclipsada por las nuevas doctrinas de Keynes, su compañero de Cambridge. La relación entre su propio trabajo y el de Keynes es compleja y ambigua. En principio, Pigou parece un crítico de la Teoría general de Keynes, manteniendo la opinión de que la disminución de los salarios restauraría el empleo, opinión contraria a la importancia dada por Keynes a los salarios como factor que afecta a la demanda de bienes. Aunque Pigou fue un crítico de Keynes, su obra contiene cierta parte del material utilizado por Keynes para construir su propio edificio. Hizo de la renta nacional un concepto central de su pensamiento, sometiéndola a un meticuloso examen en lo que respecta a la medición de sus variables y en cuanto a su utilidad como indicador, del bienestar económico. Por otra parte, en su estudio de las Fluctuaciones económicas (1927) hizo hincapié en el factor psicológico posteriormente conocido con el nombre de "expectativas", en la «generación mutua de errores de optimismo y pesimismo y buscó también, aunque en vano, una estructura formal en la que encajar lo que posteriormente había de ser conocido con el nombre de multiplicador. Además, en escritos anteriores, Pigou se opuso a lo que con el nombre de "criterio de tesorería", había de ser más tarde el blanco de los ataques de Keynes. Este criterio, que puede ya encontrarse desde Ricardo y que es solamente válido sobre la hipótesis del pleno empleo, negaba que los trabajos públicos ampliaban la producción y el empleo; en su lugar, dicho criterio afirma que los trabajos públicos se limitan a distraer hacia usos públicos unos fondos que, en caso contrario, permanecerían en manos privadas y serían gastados en obras privadas.
Pigou, que se opuso a dicho criterio ya desde 1908, puede ser considerado, por lo tanto, como un crítico y también como un precursor de Keynes, aun cuando esta observación no agota todos los aspectos de la relación existente entre el trabajo de ambos economistas. En las décadas de 1940 y 1950 hubo otras facetas de la economía de Pigou que recibieron una creciente atención y que fueron utilizadas como munición para contraataque frente a la economía keynesiana. Mientras keynes subrayaba la importancia de la relación existente entre la renta y el gasto, Pigou postulaba una relación más compleja entre la riqueza y el gasto. Esta idea, en la que la flexibilidad de los precios asume una importante función, dio lugar al "efecto Pigou", o efecto del saldo real, una invención analítica con un mecanismo de ajuste que otros oponentes posteriores de Keynes habían de comparar con el análisis keynesiano de la renta y del gasto, con ventajas para el primero. Si existe desempleo acompañado de una baja de los precios, aumentará el valor real de aquella parte de la riqueza o haberes de los sujetos económicos que esté en forma de dinero o de valores que puedan transformarse en dinero. Esto inducirá a los sujetos económicos a reducir su nivel de ahorro y estimulará su nivel de gastos, ya que se supone desearán mantener constante o casi constante el valor real de sus encajes monetarios. Al aumentar los gastos, aumentarán también los precios, la producción y el empleo, haciendo todo ello que se regrese a la posición de pleno empleo. Con la ayuda del efecto del saldo real, algunos economistas han intentado resucitar la pérdida fe en la tendencia de la economía hacia el pleno empleo, tendencia ésta negada por Keynes. Ha habido otros que han menospreciado la importancia práctica de dicho efecto. Se han obtenido pruebas de que se requeriría una baja masiva de los precios para que actuara en la dirección indicada por Pigou y se ha señalado posteriormente que, en la situación deflacionista, se producirían expectativas de descenso continuado que actuarían en contra de la expansión de los gastos.
De la misma manera que las ideas de Pigou supusieron un eslabón con la macroeconomía de Keynes, así también su economía del bienestar sentó un precedente que estimuló un trabajo posterior de características similares. Este trabajo fue llevado a cabo tanto en Cambridge como en otros lugares y, conforme fue dejando de ser asunto de una escuela localizada, fue introduciéndose en la corriente principal de la doctrina económica.

## Obras más importantes
- Browning as a Religious Teacher, 1901.
- The Riddle of the Tariff, 1903.
- "Monopoly and Consumers' Surplus", 1904, EJ.
- Industrial Peace, 1905.
- Import Duties, 1906.
- "Review of the Fifth Edition of Marshall's Principles of Economics", 1907, EJ.
- "Producers' and Consumers' Surplus", 1910, EJ.
- Wealth and Welfare, 1912.
- Unemployment, 1914.
- "The Value of Money." 1917, Quarterly Journal of Economics, 32( 1), pp. 38-65.
- The Economics of Welfare, (Economía del bienestar) 1920.
- "Empty Economic Boxes: A reply", 1922, EJ.
- The Political Economy of War, (La política económica de Guerra) 1922.
- "Exchange Value of Legal Tender Money", 1922, in: Essays in Applied Economics.
- Essays in Applied Economics, 1923.
- Industrial Fluctuations, (Fluctuaciones industriales=1927.
- "The Law of Diminishing and Increasing Cost", 1927, EJ.
- A Study in Public Finance, 1928.
- "An Analysis of Supply", 1928, EJ.
- The Theory of Unemployment, (Teoría del desempleo) 1933.
- The Economics of Stationary States, (Economía de los estados estacionarios) 1935.
- "Mr. J.M. Keynes' General Theory of Employment ...," 1936, Economica, N.S. 3(10), pp. 115-132.
- "Real and Money Wage Rates in Relation to Unemployment", 1937, EJ.
- "Money Wages in Relation to Unemployment", 1938, EJ.
- Employment and Equilibrium,(Empleo y equilibrio) 1941.
- "The Classical Stationary State", 1943, EJ.
- Lapses from Full Employment, 1944.
- "Economic Progress in a Stable Environment", 1947, Economica.
- The Veil of Money, 1949.
- Keynes's General Theory: A retrospective view, 1951.
- Essays in Economics, 1952.